# ダンテ・ソト
ダンテ・ソト（Dante Soto、2003年6月2日 - ）は、スーペル・ラグビー・アメリカス、ペニャロール・ラグビーに所属するラグビーユニオン選手。

## プロフィール
- ウルグアイ出身[1]。
- ポジションはウィング(WTB)。
- 身長 179cm、体重 70kg

## 略歴
2024年、ペニャロールに加入。同年7月、パリ2024五輪の7人制ウルグアイ代表に選ばれた。